# Inventos Modernos
Inventos modernos (Modern Inventions en inglés) es un cortometraje animado de 1937 cómic americano de temática de Ciencia ficción humorística producido por Walt Disney Animation Studios y distribuido por United Artists. El corto trata del Pato Donald visitando el Museo de Maravillas Modernas y siendo torturado por los inventos del museo. Fue dirigido por Jack King, su debut Direccional en Disney, y presenta música original por Oliver Wallace. El reparto de voz original incluye Clarence Nash como el Pato Donald, a Billy Bletcher como el Robot Mayordomo, a Adriana Caselotti como la niñera mecánica y a Acantilado Edwards (en una de sus primeras interpretaciones en Disney) como el sillón de peluquería robot.
Inventos modernos se burla de las comodidades modernas. La escena de Donald en la silla del barbero estuvo entregada por Carl Barks como su primera contribución en Disney. Es también el último cortometraje de Disney distribuido por United Artists.

## Trama
Donald visita el "Museo de Maravillas Modernas" el cual exhibe varios inventos y electrodomésticos futuristas, utilizando una moneda atada a un hilo línea para entrar sin pagar. Una vez dentro, es recibido por el robot mayordomo del museo, un robótico con forma de cíclope de color dorado quién le quita su gorro marinero a la fuerza diciendo la frase "Su sombrero, señor." Viendo que el robot se va con su gorro, Donald utiliza un truco mágico para producir un sombrero de copa (de manera similar al método que usa para producir flautas en el cortometraje El Concierto de la Banda), diciéndole "Abusón" al robot. En su visita, primero encuentra un robótico autoestopista, el cual Donald activa imitando a un coche para burlarse del robot, recibiendo un ataque en los ojos inmediatamente por parte del autoestopista y perdiendo su sombrero de copa tras encontrarse con el robot mayordomo de nuevo. 
Luego de producir un sombrero napoleónico, Donald se encuentra con una peligrosa empaquetadora, con un aviso de "¡Cuidado! ¡No tocar!" A pesar de la advertencia, el pato desobedece la advertencia y activa la palanca, encendiendo la máquina la cual agarra a Donald usando sus brazos metálicos y envuelve al pato en una bolsa de plástico como si fuera un regalo. Una vez que finaliza, Donald logra liberarse del plástico, perdiendo su sombrero napoleónico.
Molesto de que el robot mayordomo le quite sus sombreros constantemente, Donald inmediatamente produce un quepí de la Guerra Civil e insulta al robot mayordomo, provocando que se enfade y haciendo que este le persiga a través del museo. Donald logra esconderse dentro de una niñera mecánica con forma de cochecito para bebés, y para divertirse, el pato transforma su quepí en un gorro de bebe metiéndose en el papel de un infante. Al principio, Donald tiene un buen rato probando la máquina, pero su opinión rápidamente cambia cuando finge tener hambre y la máquina le tira leche en la cara. Enfadado, Donald intenta escapar, pero la máquina lo inmoviliza pensando que "él bebe" iba a caerse. La máquina lo tortura golpeándole, echándole leche y poniéndole un pañal, en donde Donald logra escapar estornudando por el exceso de polvo de talco que la máquina ponía en su pañal.
El Robot Mayordomo logra encontrar a Donald al escuchar sus risas al verse como un bebé, y le quita su sombrero. Harto, Donald produce un último sombrero, un bombín, y se encuentra con un sillón de peluquería robot. Subiéndose a este, descubre que hay que pagar para usarlo, y Donald decide usar su moneda con hilo para conseguir un corte de pelo gratis. El robot se activa, quitándole su bombín y preguntándole que corte de pelo quiere. Tras escuchar esto, Donald insiste en tener un corte completo, y el robot procede a darle su tratamiento, no sin antes lanzarlo por los aires y voltearlo, dejando al pato con la cabeza en el reposapiés y su trasero en lo alto de la silla.
Atrapando al pato en esta posición, el peluquero empieza a cortar las plumas de la cola de Donald mientras que los brazos de la parte inferior pintan la cara y la boca del malhumorado pato con un color negro como si fueran botas negras, haciendo oídos sordos de las quejas de Donald. Acto seguido, el robot envuelve el trasero de Donald en una humedecida toalla caliente y lo peina haciéndole una raya en el centro, transformando la cola del pato en una similar a un cerdo mientras que la cara de Donald es abrillantada con cepillos de zapato y toallas para su desdicha.
El corto finaliza con el pato siendo liberado al finalizar su cambio de imagen y con Donald explotando de rabia cuando el robot mayordomo le roba su último sombrero.

## Reparto de voz

### Sin acreditar
- Clarence Nash: Pato Donald
- Billy Bletcher: Robot Mayordomo
- Adriana Caselotti: Niñera mecánica
- Cliff Edwards: Sillón de peluquería robot

## Lanzamientos[3]
- 29 de mayo de 1937 - Lanzamiento original (teatral)
- 1992 - Mickey's Mouse Tracks, Episodio 7 (Serie de televisión)
- 1992 - Donald Quack Attack, Episodio 30 (Serie de televisión)
- 24 de diciembre de 1997 - Ink & Paint Club, Episodio 26 "Classic Donald" (Serie de televisión)[4]

## Home media
El corto fue lanzado el 18 de mayo de 2004 en el recopilatorío: Tesoros de Disney: Todo sobre Donald (Volumen 1: 1934-1941).

## Legado
Este cortometraje sirvió como inspiración para crear las Dispositivo de suicidio que aparecieron en la serie animada de Futurama.